# Partido Comunista Mexicano
O Partido Comunista Mexicano (em espanhol: Partido Comunista Mexicano, PCM) foi um partido comunista no México. Foi fundado em 1917 como "Partido dos Trabalhadores Socialistas" (Partido Socialista Obrero, PSO) por Manabêndra Nath Roy, um revolucionário nativo de esquerda. O PSO mudou de nome para "Partido Comunista Mexicano" em novembro de 1919, seguindo a Revolução de Outubro na Rússia. Foi proibido em 1925 e permaneceu ilegal até 1935, durante a presidência do militar esquerdista Lázaro Cárdenas. O PCM viu na ala esquerda do regime nacionalista que emergiu da revolução mexicana uma força progressiva a ser apoiada — isto é, Cárdenas e seus aliados.